# Günter Wöhe
Günter Wöhe (* 2. Mai 1924 in Zeitz; † 29. Dezember 2007 in Saarbrücken) war ein deutscher Wirtschaftswissenschaftler.

## Biografie
Günter Wöhe wurde 1942 nach dem Abitur zum Kriegsdienst eingezogen. In Russland wurde er schwer verwundet und geriet später in amerikanische Kriegsgefangenschaft. Von 1946 bis 1948 studierte Wöhe Philosophie und Geschichte. Nach drei Semestern wechselte er 1948 zum Studium der Volkswirtschaftslehre an der Julius-Maximilians-Universität Würzburg. 1951 absolvierte er dort die Diplomprüfung für Volkswirte und wurde 1954, ebenfalls in Würzburg, mit der Arbeit Die Kombination von Multiplikatortheorie und Akzelerationsprinzip als Konjunkturtheorie zum Dr. rer. pol. promoviert. Als wissenschaftlicher Assistent gab er nebenher für Studenten der Volkswirtschaftslehre Repetitorien zur Vorbereitung auf die Prüfung im Fach Betriebswirtschaftslehre.
Im Jahr 1958 habilitierte er sich für das Fach Betriebswirtschaftslehre in Würzburg. 1959 erschien seine Habilitationsschrift mit dem Titel Methodologische Grundprobleme der Betriebswirtschaftslehre, die später ins Japanische übersetzt wurde und noch heute in der einschlägigen Literatur zitiert wird. Im Jahr 1960 erhielt Wöhe einen Ruf auf die Professur für Betriebswirtschaftslehre, insbesondere der betrieblichen Steuerlehre und des Revisions- und Treuhandwesens, an der Universität des Saarlandes. 1961 wurde er zudem Direktor der Betriebswirtschaftlichen Seminarbibliothek der Universität des Saarlandes. Berufungen an die Universität Frankfurt am Main (1964) und die Universität Erlangen-Nürnberg (1970) lehnte er ab. Die Bundesregierung berief den Pionier der betriebswirtschaftlichen Steuerlehre 1968 in die Große Steuerreformkommission.
Wöhe war langjähriger Prodekan, von 1981 und 1983 Dekan der Rechts- und Wirtschaftswissenschaftlichen Fakultät der Universität des Saarlandes. Parallel engagierte sich der akademische Lehrer ab 1969 als Studienleiter der Akademie für Arbeit und Sozialwesen des Saarlandes, ab 1976 als Studienleiter der Verwaltungs- und Wirtschaftsakademie des Saarlandes. 1984 hatte Wöhe eine Gastprofessur an der japanischen Universität Kōbe inne und hielt Vorlesungen an der Waseda-Universität, der Meiji-Universität und der Universität Matsuyama.
Im Jahr 1992 wurde Günter Wöhe emeritiert. Am 29. Dezember 2007 verstarb der Emeritus im Alter von 83 Jahren. Wöhe war seit 1952 verheiratet und hatte zwei Kinder. Zu seinen Schülern gehören u. a. Gerd John (Universität Regensburg), Henning Egner (FU Berlin), Lothar Haberstock (Universität Hamburg), Ulrich Döring (Leuphana Universität Lüneburg) sowie Hartmut Bieg und Heinz Kußmaul (beide Universität des Saarlandes).

## Standardwerke
Wöhe befasste sich mit der methodischen Betriebswirtschaftslehre sowie Grundlagen der Betriebswirtschaftslehre und veröffentlichte mit 14 Monographien und Lehrbüchern sowie einer Vielzahl von Aufsätzen und wissenschaftlichen Beiträgen ein beträchtliches Gesamtwerk. Seine Werke zur Betriebswirtschaftslehre und zum Rechnungswesen zählen heute zur Standardliteratur.
Seine im März 1960 erstmals erschienene Einführung in die Allgemeine Betriebswirtschaftslehre (bekannt als „der Wöhe“) ist noch heute das Standardwerk der Betriebswirtschaftslehre; es bereitet für den Leser das gesamte gesicherte Wissen der Betriebswirtschaftslehre systematisch in einem Band auf, ohne spezielle Vorkenntnisse vorauszusetzen. Das Werk entstand aus den Unterlagen, die Wöhe als Repetitor für die Betriebswirtschaftslehre in der zweiten Hälfte der 1950er Jahre zusammengestellt hatte. Es löste schon bald das bis dahin maßgebliche Werk, die Grundlagen der Betriebswirtschaftslehre von Erich Gutenberg ab, da es Wöhe verstand, auch komplizierte Sachverhalte einfach zu formulieren. Mit der 28. Auflage erreichte „der Wöhe“ 2023 eine Gesamtauflage von mehr als 1,6 Millionen Exemplaren. Damit ist es das meistverkaufte BWL-Buch der Welt. Das Werk wird von Ulrich Döring und Gerrit Brösel weitergeführt.

## Ehrungen und Auszeichnungen
- Ehrendoktorwürde Dr. rer. oec. der Universität Duisburg (1981)
- Dr. Fritz Kausch-Preis der Universität St. Gallen (1987)
- Ehrendoktorwürde Dr. rer. pol. der Leuphana Universität Lüneburg (1989)
- Saarländischer Verdienstorden (1990)[7]
- Großes Verdienstkreuz des Verdienstordens der Bundesrepublik Deutschland (2005)

Seit dem 20. Januar 2010 tragen die Wirtschaftsschulen Saarbrücken sowie das Wirtschaftsgymnasium Saarbrücken zu Ehren Wöhes die Namen Günter Wöhe Schulen für Wirtschaft und Günter-Wöhe-Gymnasium für Wirtschaft.

## Monographien
- Methodologische Grundprobleme der Betriebswirtschaftslehre, Meisenheim am Glan 1959.
- Einführung in die Allgemeine Betriebswirtschaftslehre, Vahlen, Berlin 1960 (zuletzt: 27. Aufl. 2020, ISBN 978-3-8006-6300-2).
- Betriebswirtschaftliche Steuerlehre, Band I, 1. Halbband, Vahlen (zuletzt: 6. Aufl., München 1988).
- Betriebswirtschaftliche Steuerlehre, Band I, 2. Halbband, Vahlen (zuletzt: 7. Aufl., München 1992).
- Betriebswirtschaftliche Steuerlehre, Band II, 1. Halbband, Vahlen (zuletzt: 5. Aufl., München 1990).
- Betriebswirtschaftliche Steuerlehre, Band II, 2. Halbband, Vahlen (zuletzt: 4. Aufl., München 1997).
- Bilanzierung und Bilanzpolitik, Vahlen, München 1971 (zuletzt: 9. Aufl. 1997, ISBN 978-3-8006-2185-9).
- Die Steuern des Unternehmens, Vahlen, München 1972 (zuletzt: 6. Aufl. 1991).
- mit Hans Kaiser und Ulrich Döring: Übungsbuch zur Allgemeinen Betriebswirtschaftslehre, Vahlen, München 1975 (zuletzt: 16. Aufl. 2020, ISBN 978-3-8006-6301-9).
- Die Handels- und Steuerbilanz, C.H. Beck, München 1977 (ab 6. Aufl. 2010 zusammen mit Sebastian Mock, zuletzt: 7. Aufl. 2020, ISBN 978-3-406-71091-9).
- mit Hartmut Bieg: Grundzüge der Betriebswirtschaftlichen Steuerlehre, Vahlen, München 1978 (zuletzt: 4. Aufl. 1995, ISBN 3-8006-1927-X).
- mit Jürgen Bilstein: Grundzüge der Unternehmensfinanzierung, Vahlen, München 1979 (ab 10. Aufl. 2009 zusammen mit Dietmar Ernst und Joachim Häcker, zuletzt: 11. Aufl. 2013, ISBN 978-3-8006-4582-4).
- Betriebswirtschaftslehre und Unternehmensbesteuerung. Ausgewählte Aufsätze, Vahlen, München 1984.
- mit Heinz Kußmaul: Grundzüge der Buchführung und Bilanztechnik, Vahlen, München 1991 (zuletzt: 10. Aufl. 2018, ISBN 978-3-8006-5685-1).